# (S)-3-amino-2-metilpropionat transaminaza
-3-amino-2-metilpropionat transaminaza (EC 2.6.1.22, -3-aminoizobutiratna transaminaza, beta-aminobutirna transaminaza, L-3-aminoizobutirna aminotransferaza, beta-aminoizobutirat-alfa-ketoglutaratna transaminaza) je enzim sa sistematskim imenom (S)-3-amino-2-metilpropanoat:2-oksoglutarat aminotransferaza. Ovaj enzim katalizuje sledeću hemijsku reakciju
()-3-amino-2-metilpropanoat + 2-oksoglutarat {\displaystyle \rightleftharpoons } 2-metil-3-oksopropanoat + L-glutamat
Ovaj enzim takođe deluje na beta-alanin i druge omega-aminokiseline sa lancima dugim 2 do 5 ugljenika.

## Literatura
- Nicholas C. Price; Lewis Stevens (1999). Fundamentals of Enzymology: The Cell and Molecular Biology of Catalytic Proteins (Third изд.). USA: Oxford University Press. ISBN 019850229X.
- Eric J. Toone (2006). Advances in Enzymology and Related Areas of Molecular Biology, Protein Evolution (Volume 75 изд.). Wiley-Interscience. ISBN 0471205036.
- Branden C; Tooze J. Introduction to Protein Structure. New York, NY: Garland Publishing. ISBN 0-8153-2305-0.
- Irwin H. Segel. Enzyme Kinetics: Behavior and Analysis of Rapid Equilibrium and Steady-State Enzyme Systems (Book 44 изд.). Wiley Classics Library. ISBN 0471303097.
- William P. Jencks (1987). Catalysis in Chemistry and Enzymology. Dover Publications. ISBN 0486654605.

## Spoljašnje veze
- (S)-3-amino-2-methylpropionate+transaminase на 